# Durham (Észak-Karolina)
Durham város Észak-Karolina Durham megye székhelye, s az állam negyedik legnagyobb városa. Lakosainak száma a 2006-s felmérések szerint 209 009 fő.
Durham városában található dél egyik legismertebb magánegyeteme, a Duke University, s a három egyetemmel közösen kifejlesztett kutatóközpont, valamint a North Carolina Central University, amely a Research Triangle (Kutató háromszög)része. A durhami neogótikus stílusú egyetemi épületek már messziről felhívják magukra a figyelmet. 1924-ig a szentháromságról nevezték el ezt a régi tekintélyes főiskolát, ekkor viszont James Duke, az American Tobacco Company elnöke tiszteletére keresztelték át, mert a névadó 40 millió dollárt adott az egyetemnek.
Durham nemcsak oktatási központ, hanem „dohányváros” is.
Durham része a Raleigh-Duhram-Cary statisztikai területnek, s lakosai száma a 2006. július 1-jei becslések alapján 1 565 223 fő volt.